# Carry Geijssen
Carry Geijssen (n. 11 ianuarie 1947, Amsterdam, Țările de Jos) este o sportivă ce a reprezentat Regatul Țărilor de Jos, medaliată olimpică. A participat la o ediție a Jocurilor Olimpice (1968) în care a câștigat o medalie de aur și o medalie de argint.